# Mathare United FC
Der Mathare United Football Club ist ein kenianischer Fußballverein mit Sitz in Nairobi. Der Klub spielt derzeit in der zweiten kenianischen Liga.
In der Saison 2008 gewann der Verein seinen ersten und einzigen Meistertitel.
Der Verein hat auch eine Frauenfußballabteilung namens Mathare United Ladies' Football Club.

## Geschichte
Sie wurde 1994 in Mathare, in der Hauptstadt Nairobi, von dem in Kanada geborenen Bob Munro mit 500 Dollar und einer Spende des kanadischen Diplomaten David Miller gegründet und entstand als professionelle Fußballauswahl der Mathare Youth Sports Association, einem Sport- und Gemeindeentwicklungsprogramm in den Slums von Mathare in Nairobi. Schon vier Jahre nach der Gründung des Klubs konnte 1998 der nationale Pokal gewonnen werden und ein Jahr später gelang der Aufstieg in die höchste Spielklasse. 2008 konnte man erstmals die kenianische Meisterschaft gewinnen.

## Erfolge
- Kenianischer Meister (1): 2008
- Kenianischer Pokalsieger (2):  1998, 2000
- Kenianischer Pokalfinalist (1): 2001

## Stadion
Der Verein trägt seine Heimspiele im Moi International Sports Complex in Kasarani aus. Wegen des Standorts des Vereins im Armenviertel Mathare, trägt er den Spitznamen Slum Boys.

## Bekannte Spieler
- Dennis Oliech (2002–2003)